# Регель, Эдуард Людвигович
Эдуа́рд Лю́двигович (Эдуа́рд А́вгуст) Ре́гель (нем. Eduard August von Regel, 1815—1892) — доктор философии, ботаник и учёный садовод. По происхождению немец. Член-корреспондент Петербургской Академии наук. Тайный советник (с 1887 года).
Автор многочисленных исследований флоры Восточной Сибири, Средней Азии, Сахалина, Уссурийского края. Им описано свыше 1 000 видов растений, опубликованы монографии по систематике родов Лук (Allium), Тюльпан (Tulipa), Гусиный лук (Gagea), Берёза (Betula) и др. Регель одним из первых стал заниматься изучением систематики флоры Туркестана по коллекциям, собранным и доставленным русскими путешественниками.
В течение почти 37 лет (1855—1892) Регель был сотрудником, а с 1875 года до конца жизни — директором Императорского ботанического сада в Санкт-Петербурге. Основатель Помологического сада д-ра Э.Л. Регеля и Я.К. Кессельринг.
Отец Альберта Регеля, Арнольда Регеля, Андреаса Регеля и Роберта Регеля.

## Путь в науке
Учился в Готской гимназии и уже в то время свободные часы проводил в занятиях садоводством, которому посвятил затем всю свою жизнь.
С 1832 по 1837 год был вольнослушателем в гёттингенском Ботаническом саду и изучал ботанику под руководством профессора Ф. Бартлинга.
Затем работал и учился в ботанических садах Бонна и Берлина. Сочинение, написанное им в это время, «Физиологическое объяснение работ по садоводству», принесло ему известность и место главного садовника в ботаническом саду в Цюрихе (1842). Здесь он получил учёную степень доктора философии и читал лекции в местном университете.
В 1852 году Регель основал ботанический журнал Gartenflora, в котором опубликовал множество работ с описанием новых видов растений. Вместе с О. Хеером издавал Швейцарский журнал для сельского хозяйства и садоводства (нем. Schweizerische Zeitschrift für Land und Gartenbau).
Осенью 1855 года Регель прибыл в Санкт-Петербург и стал работать в Императорском ботаническом саду, где в 1875 году занял место учёного директора. Регель не только сделал ботанический сад одним из лучших в Европе, но и внес огромный вклад в русское садоводство. В 1871 году Регель по заданию Ботанического сада, главным ботаником которого он в то время был, совершил длительную поездку по странам Западной Европы с целью изучения опыта работы зарубежных ботанических садов, а также приобретения растений для нужд Сада. Он посетил Германию, Англию, Бельгию, Францию, Австрию, Швейцарию и Италию, собрал сам в ботанических экскурсиях 240 видов растений и приобрёл, преимущественно в обмен, 980 видов, в основном, новых для Сада.
Им основаны: ботанический музей и ботаническая лаборатория при саде, акклиматизационный сад в Петербурге, имевший целью акклиматизацию плодовых и декоративных деревьев и кустарников, Императорское российское общество садоводства, в котором он был вице-президентом, несколько специальных журналов по садоводству, которые сам редактировал.
В 1872—1874 годах по проекту Регеля и под его руководством разбит Адмиралтейский сад в Санкт-Петербурге.
Состоял в многолетней переписке с валаамским игуменом Дамаскином. Регель привозил на Валаам в 1856 году 45 саженцев морозостойкой сибирской ягодной яблони (сибирки). Неоднократно помогал определять сорта яблок и прививать черенки, отправляемые ему в Петербург из обители. Монастырь делился саженцами с береговыми жителями. Благодаря этому в Старой Финляндии появились такие культуры растений, которых прежде не было. Основу питания иноков составляли овощи, и огородничество хорошо развивалось на Валааме. В начале мая сажали арбузы и дыни, затем морковь, свёклу, капусту, огурцы. В половине июня снимали горох, чуть позже арбузы и дыни. В начале августа — лук и чеснок, в сентябре наступала очередь картофеля, в октябре — капусты. На выставках садоводства, плодоводства и огородничества, проводившихся в Финляндии и Санкт-Петербурге, обитель за представленные фрукты и овощи удостаивалась несколько серебряных и одной золотой медали.
Э. Л. Регель разработал дендрологическую часть перепланировки Екатерининского сквера (ныне площадь Островского) в Санкт-Петербурге (1873—1880, архитектор Д. И. Гримм).
Жил на территории Ботанического сада.
Погребён на Смоленском лютеранском кладбище.

## Печатные научные труды
Э. Л. Регель написал не менее 500 сочинений, статей и заметок по различным вопросам ботаники и садоводства.
- Allgemeines Gartenbuch (нем.). — Zürich, 1855, 1868. — Bd. 1, 2.
- Monographia Betulacearum… (лат.) — 1861.
- Tentamen florae ussuriensis (лат.). — 1861.
- Русская помология, или описание признаков и способ разведения сортов плодовых растений…, ч. 1—2. — СПб., 1868.
- Animandversiones de Plantis vivis nonnullis Horti Botanici Imperialis Petropolitani (лат.) // Тр. Имп. С.-Петерб. бот. сада. — 1871—1872. — Vol. I, fasc. I. — P. 91—100.
- Revisio specierum Crataegorum, Dracaenarum, Horkeliarum, Laricum et Azalearum (лат.) // Тр. Имп. С.-Петерб. бот. сада. — 1871—1872. — Vol. I, fasc. I. — P. 103—164.
- Plantae a Burmeistero prope Uralsk collectae (лат.) // Тр. Имп. С.-Петерб. бот. сада. — 1872. — Vol. I, fasc. II. — P. 253—256.
- Путеводитель по Императорскому С.-Петербургскому ботаническому саду. — СПб.: Типогр. В. В. Пратс, 1873. — 147 с.
- Alliorum adhuc cognitorum monographia (лат.). — 1875.
- Содержание и воспитание растений в комнатах, ч. 1—2. — 7-е изд. — 1898—1904.
- Русская дендрология, или перечисление и описание древесных пород и многолетних вьющихся растений…, вып. 1—2. — 2-е изд. — СПб., 1883—1889.
- Однолетние и двухлетние цветущие растения… — 3-е изд. — СПб., 1885.

## Названы в честь Регеля
В честь Э. Регеля названы роды растений Regelia Schauer — Регелия семейства Миртовые (Myrtaceae) и Neoregelia L.B.Sm. — Неорегелия семейства Бромелиевые (Bromeliaceae). Также в честь него описан новый вид из семейства Celastraceae - Tripterygium regelii Sprague et Takeda 1912, который был выращен Э.Л. Регелем из семян с острова Кюсю (Япония) и произрастал в оранжереях Петербургского ботанического сада еще в 60-х гг. XIX века.  